# Rocket League Championship Series

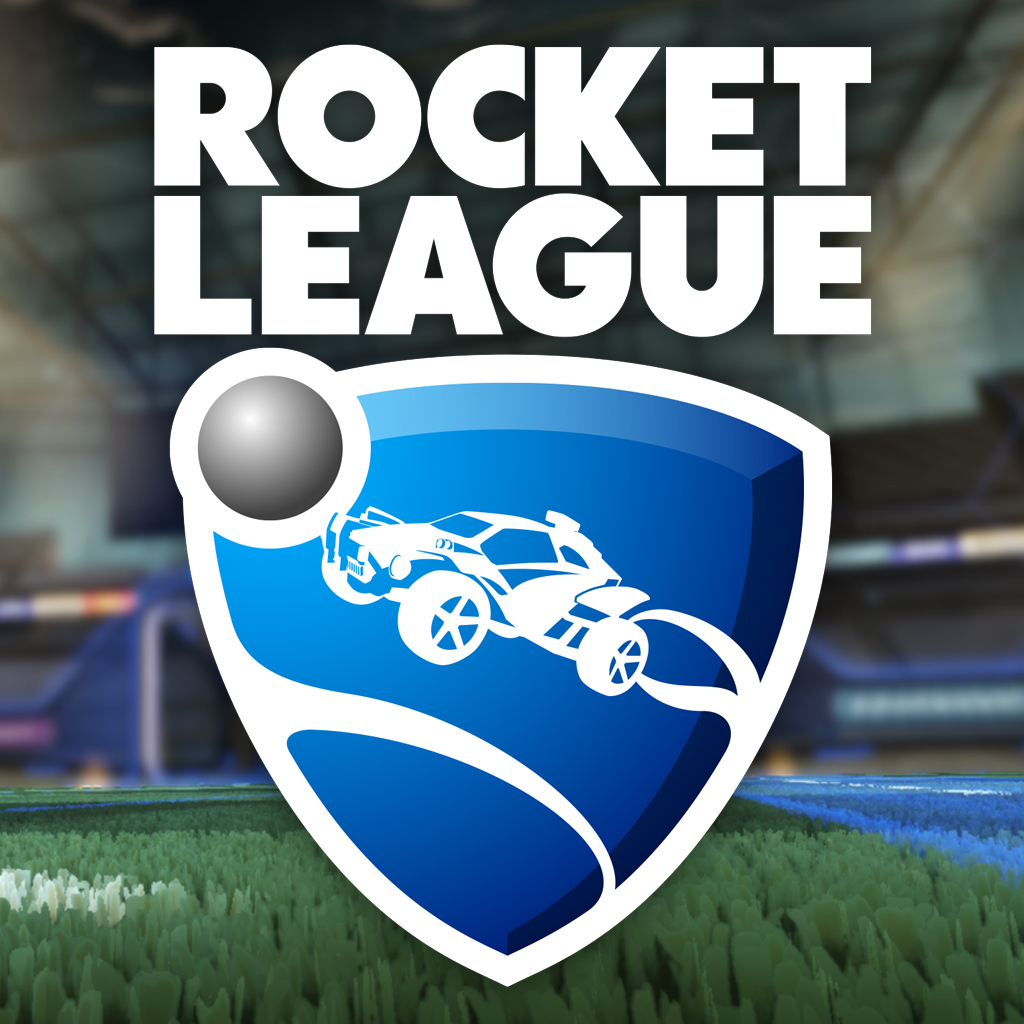
Logo oficial do Rocket League.

O Rocket League Championship Series (RLCS) é um torneio anual do jogo eletrônico Rocket League realizado pela Psyonix, a desenvolvedora do jogo. Consiste em três divisões de qualificação online em várias regiões, com as equipes ganhando pontos para a qualificação para os torneios de meio de temporada e as finais do RLCS, ambos realizados como eventos LAN em todo o mundo.

## História
A Psyonix observou a popularidade das partidas de Rocket League na Twitch e outras plataformas de transmissão ao vivo como o YouTube no início de 2016 e estava procurando usar o jogo mais nos esportes eletrônicos. Em março de 2016, a Psyonix anunciou o primeiro Rocket League Championship Series; as finais aconteceram em junho de 2016 com uma premiação total de US$ 55.000. A segunda temporada da série do campeonato ocorreu em dezembro de 2016 com um prêmio total de US$ 125.000. Uma terceira série começou em março de 2017, com as finais da premiação de US$ 300.000 ocorrendo três meses depois. Nesta temporada, duas equipes da região oceânica também foram convidadas a competir.
Uma segunda divisão, a Rocket League Rival Series (RLRS), foi adicionada na 4ª temporada. As duas equipes que terminaram na parte inferior do RLCS e as duas equipes que terminaram no topo da RLRS para cada região jogam entre si em um torneio de promoção no final da temporada para determinar se as equipes são promovidas ou rebaixadas. No advento da 5ª temporada em junho de 2018, a Psyonix organizou e administrou o evento sozinha. Antes disso, eles fizeram parceria com a Twitch. A 6ª temporada começou em setembro de 2018 e contou com uma premiação total de US$ 1.000.000. Para a 7ª temporada, a Psyonix apresentou a América do Sul como uma nova região. A 8ª temporada ocorreu em dezembro de 2019. O campeonato da 9ª temporada foi cancelado devido à pandemia de COVID-19, sendo os vencedores dos campeonatos regionais considerados os campeões. Em julho de 2020, a Psyonix anunciou um novo formato para a décima temporada do RLCS, conhecido como RLCS X. Esse formato eliminou o jogo em liga e o RLRS em favor de equipes que ganham pontos por meio de três divisões regionais, todas culminando em três campeonatos sazonais principais.
A temporada 2021–22 começou em outubro de 2021, trazendo quatro novas regiões (Oriente Médio e Norte da África, Ásia-Pacífico Norte, Ásia-Pacífico Sul e África Subsaariana), um circuito mais confiável semelhante à temporada X e um investimento de US$ 6 milhões premiação total.

## Formato
- A temporada é dividida em três etapas: Fall (outono), Winter (inverno) e Spring (primavera).

- Cada etapa é composta por três torneios regionais menores para cada região, pontuados por um grande torneio internacional em LAN.

- Os regionais recebem pontos com base no desempenho. Ao final dos três torneios regionais, as equipes com mais pontos são convocadas para o Major que encerra a etapa. O Major vale o dobro de pontos.

- Cada torneio regional e cada Major em cada etapa hospedarão dezesseis equipes.

- O World Championship (Campeonato Mundial) consistirá em duas etapas principais: o Wildcard e o Main Event (evento principal).

- Oito equipes se classificarão automaticamente para o Main Event. As regiões que alcançam os melhores resultados nos Majors são recompensadas com vagas de autoqualificação.

- O World Championship Wildcard acontecerá pouco antes do Main Event e decidirá entre dezesseis equipes que não conseguiram se classificar para o Main Event. As oito melhores equipes do World Championship Wildcard se qualificarão para o World Championship Main Event.

## Edições
| Temporada | Data                             | Sede da final    | Campeão                                 | Premiação final | Ref.   |
| --------- | -------------------------------- | ---------------- | --------------------------------------- | --------------- | ------ |
| 1         | abril – agosto de 2016           | Los Angeles      | iBUYPOWER Cosmic                        | US$ 55.000      | [ 11 ] |
| 2         | outubro – dezembro de 2016       | Amesterdã        | FlipSid3 Tactics                        | US$ 125.000     | [ 4 ]  |
| 3         | abril – junho de 2017            | Los Angeles      | Northern Gaming                         | US$ 150.000     | [ 12 ] |
| 4         | setembro – novembro de 2017      | Washington, D.C. | Gale Force eSports                      | US$ 150.000     | [ 13 ] |
| 5         | março – junho de 2018            | Londres          | Team Dignitas                           | US$ 250.000     | [ 14 ] |
| 6         | setembro – novembro de 2018      | Las Vegas        | Cloud9                                  | US$ 500.000     | [ 15 ] |
| 7         | abril – junho de 2019            | Newark           | Renault Vitality                        | US$ 529.500     | [ 16 ] |
| 8         | outubro – dezembro de 2019       | Madrid           | NRG Esports                             | US$ 529.000     | [ 17 ] |
| 9         | fevereiro – abril de 2020        | Dallas           | Cancelado devido à pandemia de COVID-19 | US$ 350.000     | [ 8 ]  |
| X         | agosto de 2020 – junho de 2021   | on-line          | Cancelado devido à pandemia de COVID-19 | US$ 1.000.000   | [ 18 ] |
| 2021–22   | outubro de 2021 – agosto de 2022 | Fort Worth       | Team BDS                                | US$ 2.085.000   | [ 19 ] |
| 2022–23   | outubro de 2022 – agosto de 2023 | Düsseldorf       | Team Vitality                           | US$ 2.100.000   | [ 20 ] |
| 2024      | janeiro - setembro de 2024       | Fort Worth       | –                                       | US$ 1.165.500   |        |